# Ivar Bjørnson
Ivar Bjørnson (Etne, 27. studenog 1977.) norveški je skladatelj i glazbenik, najpoznatiji po svojem radu u progresivnom viking black metal-sastavu Enslaved. Zajedno s basistom i vokalistom Grutle Kjellsonom jedini je preostali originalni član sastava u trenutnoj glazbenoj postavi. Kada je sastav bio osnovan 1991. godine, imao je samo 13 godina. Svirao je klavijature na prva tri studijska albuma sastava Borknagar te je također svirao iste na Gorgorothovim albumima Destroyer i Incipit Satan pod pseudonimom "Daimonion". Također je i producirao prvi studijski album black metal grupe Orcustus.

## Diskografija
S Enslavedom
- Vikingligr Veldi (1994.)
- Frost (1994.)
- Eld (1997.)
- Blodhemn (1998.)
- Mardraum: Beyond the Within (2000.)
- Monumension (2001.)
- Below the Lights (2003.)
- Isa (2004.)
- Ruun (2006.)
- Vertebrae (2008.)
- Axioma Ethica Odini (2010.)
- RIITIIR (2012.)
- In Times (2015.)
- E (2017.)
- Utgard (2020.)

S Borknagarom
- Borknagar (1996.)
- The Olden Domain (1997.)
- The Archaic Course (1998.)

S Gorgorothom
- Destroyer (1998.)
- Incipit Satan (2000.)

## Vanjske poveznice
- Službena stranica Enslaveda
- MySpace profil Ivara Bjørnsona
- Facebook stranica Ivara Bjørnsona